# Philophylla perineta
Philophylla perineta är en tvåvingeart som först beskrevs av Albany Hancock 1985.  Philophylla perineta ingår i släktet Philophylla och familjen borrflugor.
Artens utbredningsområde är Madagaskar. Inga underarter finns listade i Catalogue of Life.